# Islas Yaeyama
Las islas Yaeyama (en japonés: 八重山諸島 Yaeyama-shotō; yaeyama: Yaima; okinawense: Ēma) Es un archipiélago en la prefectura de Okinawa, al sur de Japón.
Las islas son la parte más remota entre los principales archipiélagos de Japón y contienen la isla habitada más al sur (Hateruma) y la más occidental (Yonaguni).
Las islas forman la parte sur del archipiélago volcánico de las islas Ryūkyū. La división administrativa del distrito de Yaeyama abarca todas las islas Yaeyama excepto Ishigaki y las disputadas islas Senkaku.

## Historia
En 1777, ocurrió el terremoto de Yaeyama de magnitud 7,4 y el mayor tsunami de Japón, dejó 110.861 muertos o desaparecidos, con hipocentro a unos 40 km al sudeste de la actual isla de Ishigaki.

## Geografía
El grupo de las islas Yaeyama se compone de treinta y una islas, diez de las cuales están habitadas:
- Ishigaki-jima (石垣島)
- Iriomote-jima (西表島)
- entre estas dos grandes islas están:
  - Sotobanari-jima (外離島)
  - Taketomi-jima (竹富島)
  - Kuro-shima (黒島) y Aragusuku-jima (新城島)
  - Kohama-jima (小浜島) y la pequeña Yubu-jima (由布島)
  - Hatoma-jima (鳩間島)
- Hateruma-jima (波照間島), la isla más meridional;
- Yonaguni-jima (与那国島), la isla más occidental.

Ishigaki esta a cerca de 260 kilómetros de Taiwán, y a cuarenta minutos en avión desde Okinawa Honto.

## Cultura

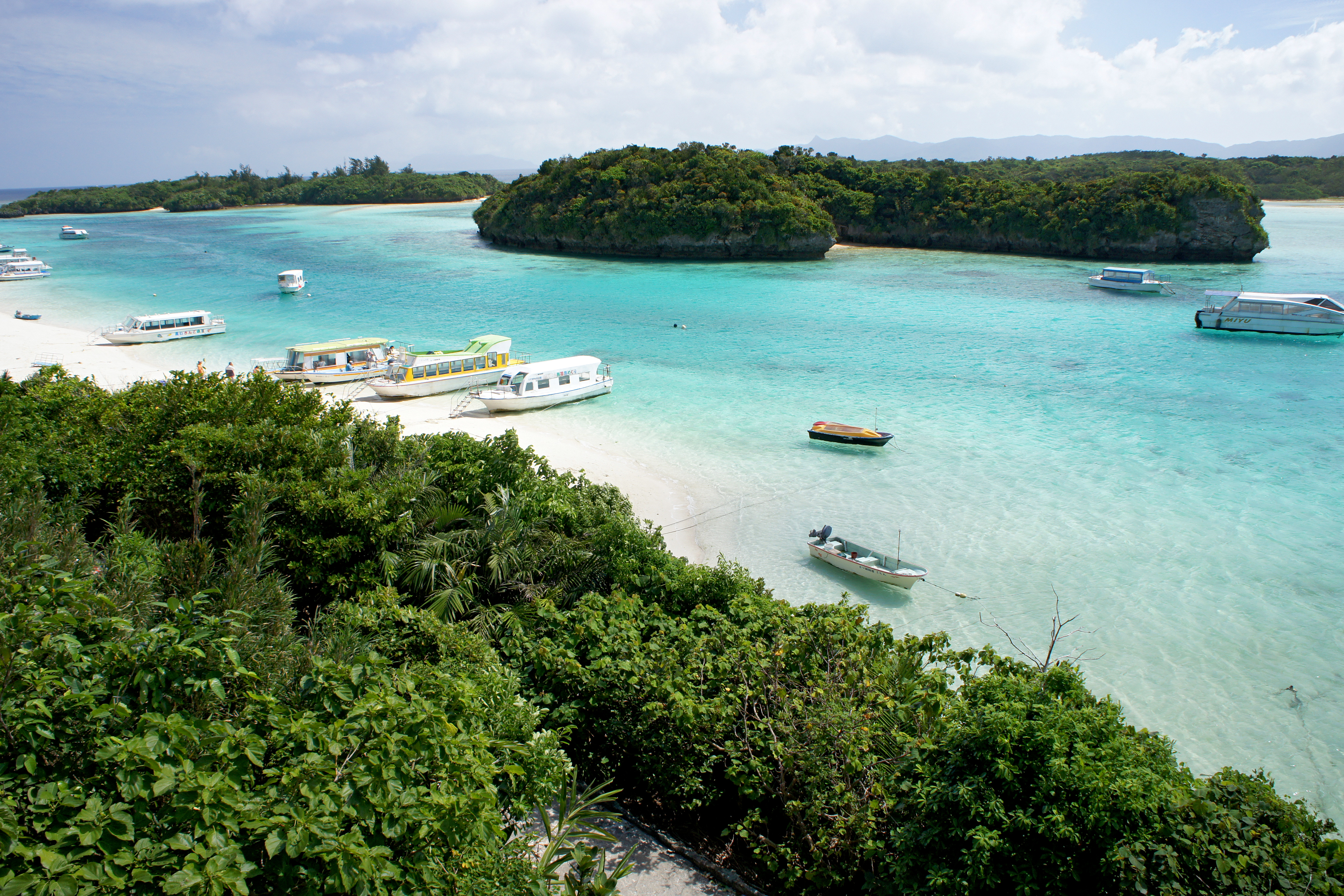
La bahía Kabira, en la isla Ishigaki

El idioma yaeyama es la lengua nativa de los habitantes de las islas, a excepción de los de la isla Yonaguni, que cuentan con su propia lengua. El japonés se habla como segunda lengua en todas las islas.
El 14 de julio, durante el Obon budista, se celebra el festival Mushaama en la isla de Hateruma. Es una fiesta de la cosecha que incluye danzas y un desfile de la fertilidad del dios local Miruku y sus hijos (los niños de la localidad).